# US Open 1962 (Badminton)
Die US Open 1962 im Badminton fanden Anfang April 1962 in Indiantown Gap, PA, statt.

## Finalergebnisse
| Disziplin    | Sieger                         | Finalist                        | Ergebnis          |
| ------------ | ------------------------------ | ------------------------------- | ----------------- |
| Herreneinzel | Ferry Sonneville               | Tan Joe Hok                     | 17-15, 18-17      |
| Dameneinzel  | Judy Hashman                   | H. McGregor Stewart             | 11-9, 11-2        |
| Herrendoppel | Joe Alston Wynn Rogers         | Ferry Sonneville Tan Joe Hok    | 15-12, 7-15, 15-6 |
| Damendoppel  | Judy Hashman Patricia Stephens | Ethel Marshall Beatrice Massman | 15-10, 15-2       |
| Mixed        | Wynn Rogers Judy Hashman       | Joe Alston Helen Tibbetts       | 15-4, 15-7        |